# 1814 Bach
1814 Bach este un asteroid din centura principală, descoperit pe 9 octombrie 1931, de Karl Reinmuth.